# Bahnhof Wien Liesing

Der Bahnhof Wien Liesing liegt im 23. Wiener Gemeindebezirk Liesing und ist ein Regionalverkehrsknoten im Süden Wiens. Der Bahnhof liegt gemeinsam mit einem Park-and-ride-Parkhaus und dem 1931 in expressivem Stil erbauten Postamt am Liesinger Platz. In seiner Umgebung befinden sich weitere öffentliche Gebäude wie das Amtshaus Liesing, das Haus der Begegnung, das Schloss Liesing und das Liesinger Bad. Das ehemalige Gelände der Brauerei Liesing mit dem 2010 eröffneten Einkaufszentrum „Riverside“ befindet sich ebenfalls im Nahbereich. Im Bahnhofsbereich überqueren alle Gleise die Liesing.

## Aufbau

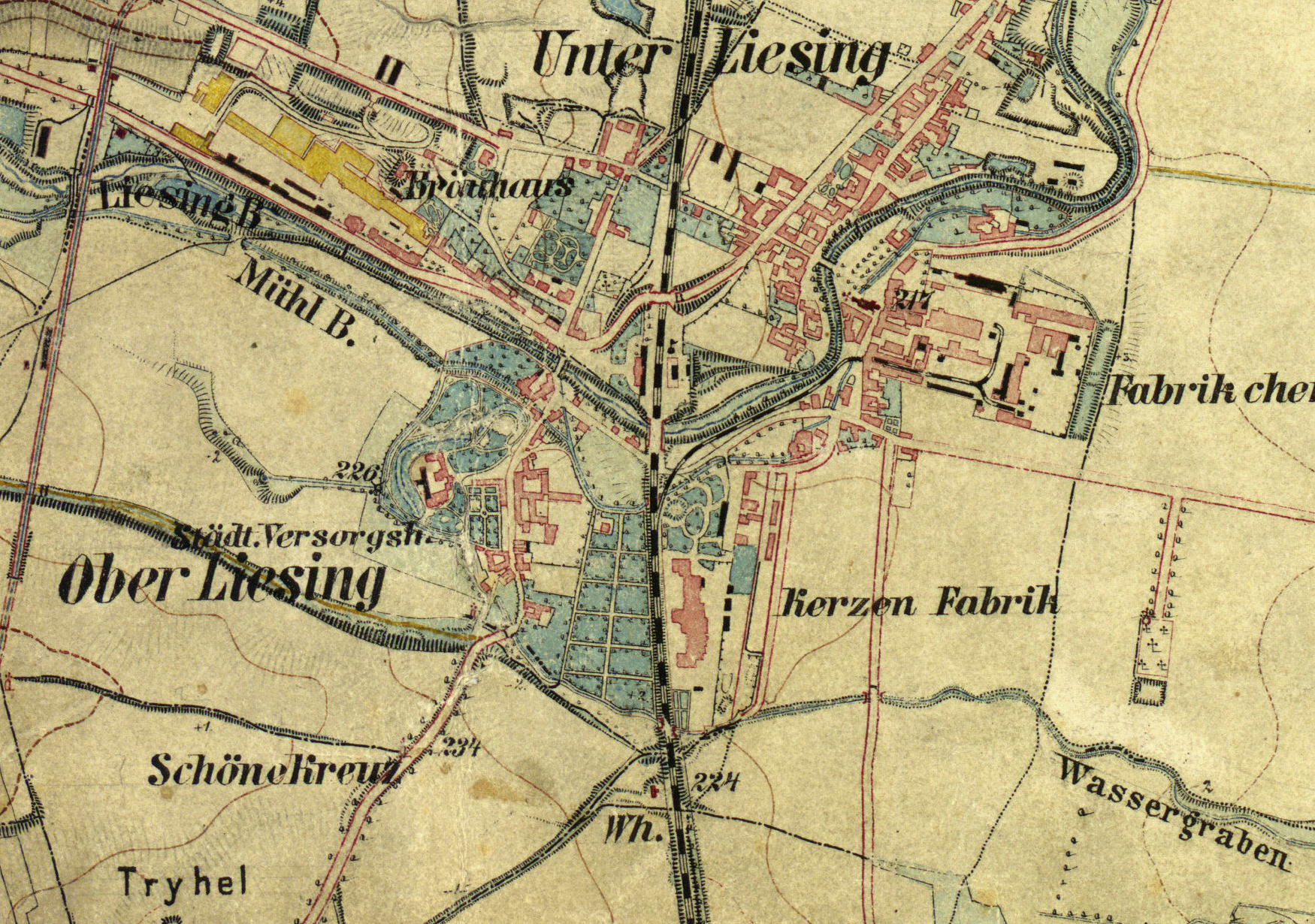
Bahnhof, Brauerei und die Kerzenfabrik Sarg-Werke 1872

Der Bahnhof ist in einen Personenbahnhof und einen Güterbahnhof, in dem die Güterzüge Richtung Süden gebildet werden, unterteilt. Aufgrund seiner Lage nahe der Stadtgrenze ist er der letzte Bahnhof an der Südbahn, der im Wiener Gemeindegebiet liegt. Der Bahnhof wird von S-Bahnen und einem Teil der Regionalzuglinien (Doppelstockzüge) der Südbahn angefahren, Personenzüge des Fernverkehrs halten nicht. Am Bahnhof befindet sich eine P+R-Anlage und eine B+R-Anlage.

## Geschichte
Die zu jener Zeit selbständige Gemeinde Liesing wurde 1841 im Rahmen der „Wien–Gloggnitzer Bahn“ an die Südbahnstrecke angeschlossen. Seit 1883 fungiert der Bahnhof als Ausgangspunkt der Kaltenleutgebener Bahn. Weitere mittlerweile eingestellte und weitgehend abgetragene Abzweigungen oder Anschlussgleise führten ab 1882 in die Brauerei Liesing, in das Industriezentrum Liesing („Schleppbahn Liesing“), in das Gelände der Möbelfabrik Ludwig, später Baustoffwerk und eine Kohlenhandlung.
Die Breitenfurter Straße quert den Bahnhofsbereich über eine 1910 errichtete Stahlbetonbrücke mit Schmiedeeisengitter.

## Linien im Verkehrsverbund Ost-Region
Mit September 2022 wurden mehrere Linienführungen sowohl bei den Wiener Linien als auch bei den Regionalbussen geändert.
 Regional- und Regionalexpress-Züge nach Payerbach-Reichenau, Břeclav, Znojmo, Wiener Neustadt Hbf
 Wien Liesing – Wien Meidling – Wien Hauptbahnhof – Wien Mitte – Wien Floridsdorf – Gänserndorf
 Mödling – Wien Liesing – Wien Meidling – Wien Hauptbahnhof – Wien Mitte – Wien Floridsdorf – Wolkersdorf – Mistelbach – Laa an der Thaya
 Wiener Neustadt Hauptbahnhof – Baden – Wien Liesing – Wien Meidling – Wien Hauptbahnhof – Wien Mitte – Wien Floridsdorf – Stockerau – Hollabrunn
 Wiener Neustadt Hauptbahnhof – Baden – Wien Liesing – Wien Meidling – Wien Hauptbahnhof – Wien Mitte – Wien Floridsdorf – Stockerau – Absdorf-Hippersdorf – (Tullnerfeld)
60A Liesing – Rodaun – Maurer Hauptplatz – Atzgersdorf – Brunner Str./Erlaaer Str. – Alterlaa
61A Vösendorf-Siebenhirten – Perfektastraße – Friedhof Liesing – Liesing
61B Vösendorf-Siebenhirten – Siebenhirten – Brunner Str., Ketzergasse – Pellmanngasse – Liesing
62A Dörfelstraße – Philadelphiabrücke – Altmannsdorfer Straße – Brunner Str./Erlaaer Str. – Liesing
64A Atzgersdorf, Ziedlergasse – Gregorygasse – Alterlaa – Perfektastraße – An den Steinfeldern – Liesing
66A Reumannplatz – Oberlaaer Straße – Alterlaa – Atzgersdorf – Liesing
207 Bahnhof Wien Liesing – Siebenhirten – Vösendorf SCS – Brunn am Gebirge – Maria Enzersdorf – Mödling
250 Liesing – Breitenfurt bei Wien – Gruberau / Wolfsgraben
253 Liesing – Laab im Walde – Wolfsgraben – Tullnerbach-Pressbaum
255 Liesing – Kaltenleutgeben – Sulz im Wienerwald – Sittendorf
256 Liesing – Perchtoldsdorf – Gießhübl
257 Liesing – Perchtoldsdorf (Rundkurs)
259 Liesing – Perchtoldsdorf – Brunn am Gebirge – Maria Enzersdorf – Mödling
Rufbus N61 Liesing – Rodaun – Maurer Berg – Maurer Hauptplatz
N65 Quellenplatz – Am Schöpfwerk – Liesing
N66 Kärntner Ring, Oper – Dr.-Karl-Renner-Ring – Schottentor – Schottenring – Stubentor – Kärntner Ring, Oper – Taubstummengasse – Hauptbahnhof – Alterlaa – Atzgersdorf – Liesing